# Braunflügelliest

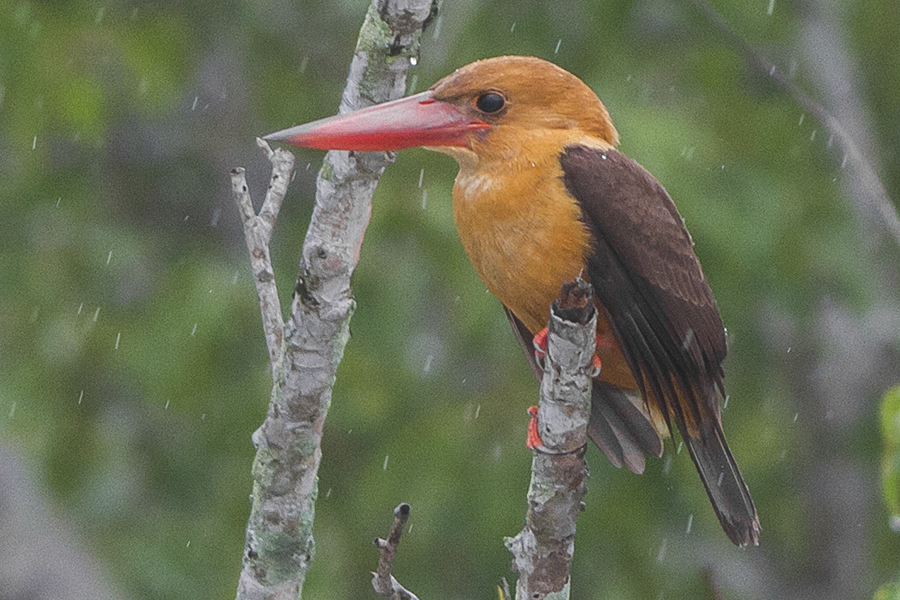
Braunflügelliest in Westbengalen

Der Braunflügelliest (Pelargopsis amauroptera) ist ein in Asien vorkommender Vogel aus der Familie der Eisvögel.

## Beschreibung

### Aussehen
Adulte Braunflügellieste erreichen eine Länge von ca. 35 Zentimetern. Das Gewicht eines Männchens wurde mit 162 Gramm gemessen. Zwischen den Geschlechtern besteht kein Sexualdimorphismus. Bei beiden Geschlechtern sind Kopf, Hals, Kehle, Brust und Bauch orangefarben. Der obere Rücken, die Flügel sowie die Steuerfedern sind braun. Deutlich hebt sich der türkisfarbene Bürzel ab. Typisch für die Gattung (Pelargopsis) ist der lange storchenähnliche Schnabel, wie ihn auch der Storchschnabelliest (Pelargopsis capensis) zeigt. Der Schnabel ist beim Braunflügelliest rot, zur Spitze hin schwärzlich. Die Iris ist dunkelbraun, Beine und Füße sind rötlich und mit schwarzen Krallen versehen.

### Lautäußerungen
Die Lautäußerungen des Braunflügelliest bestehen im Wesentlichen aus einer Serie greller, wie ein Schnattern klingender und oftmals wiederholter „chak-chak-chak-chak-chak“-Rufe.

## Verbreitung und Lebensraum
Der Braunflügelliest kommt in den Küstengebieten von Bangladesch, Indien (Westbengalen), Malaysia, Myanmar und Thailand vor.   Er besiedelt bevorzugt Mangrovenwälder und waldige Flussmündungen.

## Lebensweise
Die Vögel ernähren sich in erster Linie von Krebstieren (Crustacea) und Fischen. Krabben werden entweder aus dem Schlamm ausgegraben oder bei Ebbe ergriffen, wenn sie über eine Schlammbank laufen. Fische werden durch Eintauchen ins Wasser erbeutet. Große Beutetiere werden auf einem Ansitz, meist einem Ast über dem Wasser durch Schlagen gegen den Ast abgetötet oder betäubt und in eine günstig Lage zum problemlosen Herunterschlucken gebracht. Der Bau eines Nestes erfolgt durch das Graben eines Tunnels in Erdwälle. Die Abmessungen eines solchen Tunnels betragen: 10 cm Breite, 30 bis 60 cm Länge mit einer Kammer von 20 cm Durchmesser am Ende. Ein Gelege besteht aus drei bis vier Eiern. Weitere Details zum Brutverhalten müssen noch erforscht werden.

## Gefährdung
Der Braunflügelliest ist zwar in seinen Verbreitungsgebieten in der Regel nicht selten, aufgrund des Rückganges seines Hauptlebensraums, der Mangrovenwälder wird er von der Weltnaturschutzorganisation IUCN als  „near threatened = potenziell gefährdet“ klassifiziert.